# ناصر وحدتی
ناصر وحدتی (زادهٔ ۱۲ تیر ۱۳۲۶) خواننده، نویسنده و پژوهشگر موسیقی است که به زبان گیلکی ترانه می‌خواند. تمام ترانه‌های او، ترانه‌های فولکلور گیلان هستند. وحدتی ترانه‌های خود را با تحقیق در روستاهای گیلان و بیشتر از زنان می‌یابد. وحدتی چند اثر داستانی هم در کارنامهٔ خود دارد. او سابقاً در گروه شمشال فعالیت داشت تا این که گروه موسیقی گیل و آمارد را تأسیس کرد. ترانه‌های رعنا و آها بوگو که توسط وحدتی اجرا شده، از مشهورترین ترانه‌های فولکلور گیلکی است که شهرت ملی نیز دارند.

## مروری بر زندگی ناصر وحدتی

### زندگی‌نامه و آغاز فعالیت هنری
ناصر وحدتی، متولد ۱۲ تیر ۱۳۲۶ در لیش سیاهکل، در بیست و سه سالگی بخاطر رابطه با چریکهایی که به پاسگاه سیاهکل در بهمن ۱۳۴۹ حمله کرده بودند دستگیر و به مدت یک سال در زندان اوین محبوس شد. از سال ۱۳۶۲ که بار دیگر پس از دو سال از زندان آزاد شد شروع به نوشتن کرد که رمان داستان سیاهکل اولین اثرش است که انتشارات نگاه کتاب را چهار بار چاپ کرده‌است.

### فعالیت حرفه‌ای
او از کودکی به خوانندگی و موسیقی علاقه داشت و نشانه این علاقه‌مندی را می‌توان در چهل سال تلاش برای جمع‌آوری اشعار، ترانه‌ها و ملودی‌های محلی مشاهده کرد. او فعالیت خود را از سال ۱۳۶۵ آغاز کرد و با همکاری گروه‌های شمشال (۱۷ کنسرت)، آمارد و گیل (بیش از ۶۰ کنسرت) کنسرتهای زیادی در زمینه موسیقی گیلکی در شهرهای تهران، رشت، لاهیجان، رودسر، لنگرود، آستانه اشرفیه، بندر انزلی، صومعه سرا، خرم آباد، ساری، آمل و... اجرا نمود. وی همچنین بیش از بیست کنسرت در کشورهایی چون آلمان، ایتالیا، سوییس، کرواسی، ارمنستان، روسیه، کردستان و عراق اجرا نموده‌است.

## قدردانی و جوایز
- دریافت دیپلم افتخار از چهل و پنجمین جشنواره موسیقی فولکلور جهان در کرواسی
- کسب مقام دوم در بخش رقابتی موسیقی نواحی ایران در سال۱۳۸۹
- حضور در چهار دوره جشنواره موسیقی فجر

## اجراها

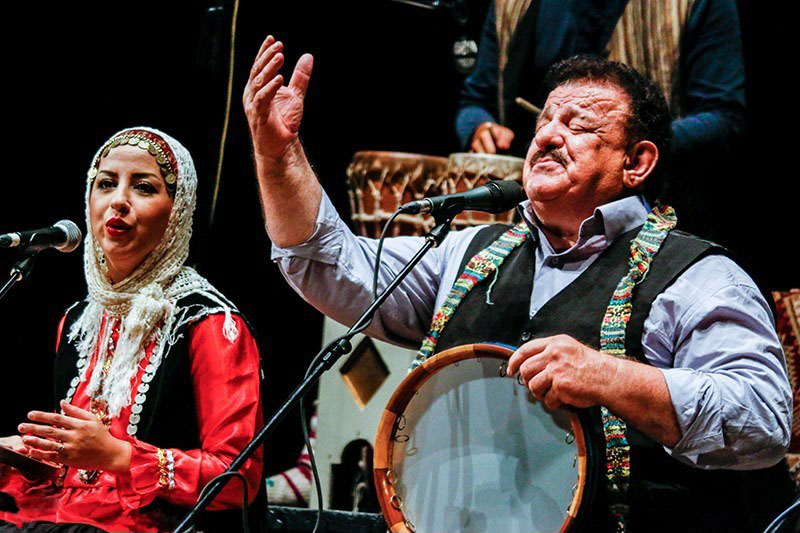
کنسرت ناصر وحدتی در تالار وحدت - مرداد ۱۳۹۵

وحدتی در شهرها و کشورهای مختلفی برنامه از جمله تهران، سوییس، کرواسی، ارمنستان، عراق، روسیه، جشنواره بین‌المللی موسیقی فجر آلمان و ایتالیا اجرا کرده که از جمله در آلمان با استقبال مواجه شده‌است. وحدتی در جشنواره موسیقی بومی ایران در آلمان نیز برنامه اجرا کرده‌است.

## آثار

### آلبوم‌های موسیقی منتشرشده
- سوپوله آفت به جان بلبله ؛ آفت به جان مردمه
- زرنگیس
- شورم نقش
- دامون
- آها بوگو[۷]

### کتاب‌ها، مقالات و رمانها
- رمان تا فردا دیر نیست
- رمان من ریحان هستم
- داستان یک زندگی ۱۳۷۵
- زندگی و موسیقی ۱۳۷۸ (سه بار چاپ)، کتابی در زمینهٔ موسیقی گیلان، ناشر انتشارات نگاه
- آوازها و نغمه‌های موسیقی فولکلور گیلان، ناشر حوزه هنری گیلان
- داستان سیاهکل حاوی مجموعه دو داستان خوندشت و روی خوش زندگی ۱۳۸۶
- پنج شماره فصل نامه دیلمان
- ثبت معادل گیلکی واژه نامه بزرگ طبری حدود چهل هزار واژه به مدت ۲ سال
- همکاری با کانون پروش کودکان و انتشار مجموعه مرز پر گهر شامل ده افسانه به زبانهای اقوام ایران که افسانه سلطان و آهو از گیلان نوشته وحدتی است.

### کتابهایی که به زودی منتشر می‌شوند
- می‌خواهم خنده بمانم، انتشارات نگاه
- پای چپ در برف، مجموعه شعرهای سپید، ناشر همگامان
- مجموعه داستانهای کوتاه، ناشر انتشارات نگاه